# Michał Bochorski
Michał Bochorski (ur. 16 września 1902 w Kostarowcach, zm. 30 stycznia 1991) – działacz komunistyczny.

## Życiorys
Urodził się 16 września 1902 w Kostarowcach w rodzinie chłopskiej. Był jednym z siedmiorga dzieci Bazylego, uczestnika rewolucji radzieckiej w guberni samarskiej. W młodości terminował u ślusarza oraz pracował na rzecz właściciela dworskiego w swojej wsi, po konflikcie z którym ukrywał się przez rok. W 1925 skierowany do odbycia służby wojskowej, po uderzeniu w twarz sierżanta przeniesiony do kompanii silnikowej w Modlinie. Tam w 1925 zetknął się z ruchem komunistycznym, wstąpił do Komunistycznej Partii Polski, tworząc komórkę KPP. Po demobilizacji powrócił do Kostarowiec, został członkiem komórki Komunistycznego Związku Młodzieży Polskiej, przekształconej wkrótce w komórkę KPP, równolegle był organizatorem Niezależnej Partii Chłopskiej na terenie powiatu sanockiego i był jej działaczem do rozwiązania w 1927, zostając sekretarzem Komitetu Powiatowego NPCh w Sanoku. Prowadził działalność polityczną wśród miejscowych chłopów, polegającą na rozprowadzaniu ulotek, wydawaniu pism „Wolnomyśliciel” i „Bicz Boży”. W 1927, przed wyborami parlamentarnymi 4 marca 1928, był agitatorem lewicy działając na rzecz listy nr 19, podczas wiecu w Ratnawicy został aresztowany i był więziony przez sześć miesięcy, po czym odzyskał wolność już po wyborach. Był współorganizatorem komitetu strajkowego w majątku Stanisława Słoneckiego w Kostarowcach, wymuszając na ziemianinie swoje warunki. W 1928 został działaczem Komunistycznej Partii Zachodniej Ukrainy. Był współorganizatorem Marszu Głodnych w Sanoku 6 marca 1930. W 1932 brał udział w strajku chłopskim na terenie powiatu leskiego. W tym czasie przez siedem lat był bezrobotny. Ponownie aresztowany był osadzony w więzieniu przez rok. Po wyjściu na wolność wyjechał do Lwowa pracując jako palacz kotłowy. Brał udział w demonstracji 16 kwietnia 1936 podczas pogrzebu komunisty Władysława Kozaka, a po wywołanych zamieszkach został aresztowany i osadzony w więzieniu „Brygidki”. Wobec brak dowodów został wypuszczony i wydalony ze Lwowa. Wówczas podjął pracę w Kopalnictwie Naftowym w Witryłowie, gdzie pracował do 1939.
Po wybuchu II wojny światowej pozostał na wschodnim brzegu rzeki Sanu, tj. obszarze pod okupacją sowiecką. Po ataku Niemiec na ZSRR z czerwca 1941 został wcielony do Armii Czerwonej. Wraz z wojskiem radzieckiej wycofywał się stale na wschód pod naporem Niemców. W marcu 1942 pod Stalingradem odniósł rany, tracąc wzrok w lewym oku. Przebywał na rekonwalescencji w Taszkencie, następnie w Nowosybirsku, gdzie pozostał w służbie wewnętrznej. Na obszarze Związku Radzieckiego działał w Związku Patriotów Polskich. Był członkiem oddziałów partyzanckich oraz ruchu oporu. Po zakończeniu wojny w Europie udał się na front japoński, zaś kapitulacja Japonii zastała go w drodze do Władywostoku.
Powróciwszy do Kostarowiec nie zastał domu, który został spalony, natomiast wojnę przeżyła jego żona i dziecko. Wstąpił do Ochotniczej Rezerwy Milicji Obywatelskiej. W kwietniu 1946 zgłosił się do Komitetu Powiatowego Polskiej Partii Robotniczej w Sanoku, dostając zadanie zorganizowania struktur Stronnictwa Ludowego na ziemi sanockiej. Po trzech miesiącach otrzymał legitymację członka PPR i został mianowany I sekretarzem Komitetu Gminnego PPR Sanok-Wieś. Później pracował w Komitecie Wojewódzkim PPR w Rzeszowie, był I sekretarzem Komitetu Powiatowego PPR oraz, po zjednoczeniu, PZPR w Dębicy. Był działaczem partyjnym w zakładzie WSK Mielec oraz w ramach Wojewódzkiej Komisji Kontroli Partyjnej w Rzeszowie. 4 maja 1953 został wybrany członkiem Komitetu Wojewódzkiego PZPR w Rzeszowie. Od sierpnia 1953 do grudnia 1957 był I sekretarzem KP PZPR w Krośnie. Następnie przeszedł na rentę.
Wówczas działał społecznie w ramach Komisji Kontroli Partyjnej, Komisji ds. Starych Działaczy, Związku Bojowników o Wolność i Demokrację, Ligi Obrony Kraju.

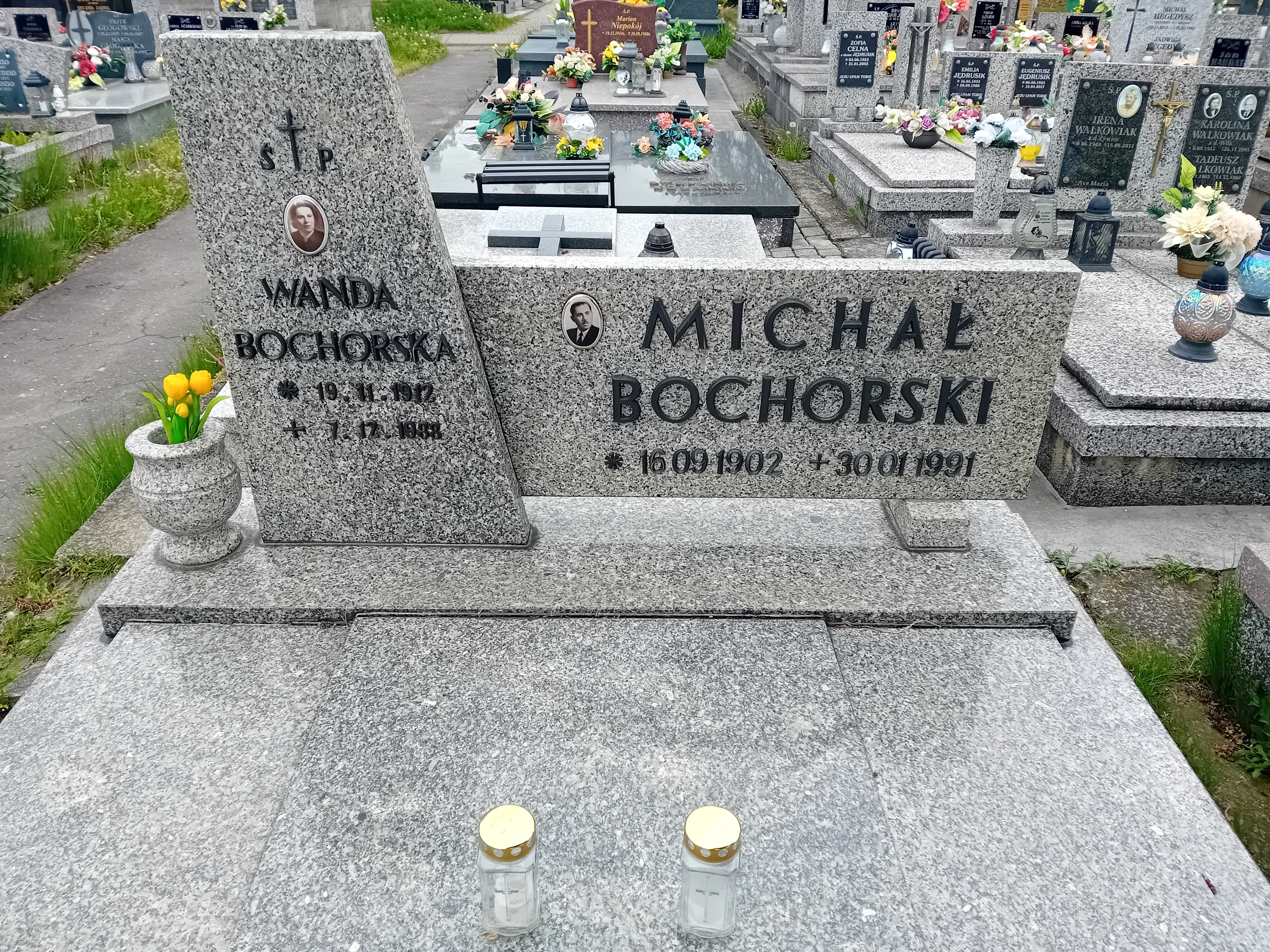
Grobowiec Michała i Wandy Bochorskich

Zmarł 30 stycznia 1991 i został pochowany na Cmentarzu Komunalnym w Krośnie. Jego żoną była Wanda (1912–1988).

## Odznaczenia
- Order Sztandaru Pracy I klasy[1]
- Order Sztandaru Pracy II klasy[1]
- Krzyż Kawalerski Orderu Odrodzenia Polski[1]
- Medal 30-lecia Polski Ludowej[1]
- Medal 10-lecia Polski Ludowej[1]
- Medal „Partia Walki i Pracy” (1981)[8]
- Inne odznaczenia[1]
- Wpis do „Księgi zasłużonych dla województwa krośnieńskiego” (1976, w gronie pierwszych trzydziestu wyróżnionych osób)[9]
- Wpis do „Księgi Zasłużonych dla Miasta Krosna” (1977)[10]